# Rober Racine
Rober Racine (* 6. August 1956 in Montreal) ist ein kanadischer Installationskünstler, Autor und Musiker.
Nach dem Studium der Literatur an der Hochschule von Sainte-Thérèse und Kunstgeschichte und Film an der Universität Montreal, Québec, widmete er sich seinen eigenen Werken. Er ist Hochschullehrer für Kunst an der Universität von Montreal und der Université du Québec à Montréal.
Rober Racine ist bekannt dafür, dass er in seinen Werken Worte in Musik, Bilder und Gesten transformiert. Er hat an zahlreichen internationalen Ausstellungen teilgenommen, darunter 1990 an der Biennale di Venezia und der Biennale of Sydney und 1992 an der documenta IX in Kassel. 1995 fand eine umfangreiche Retrospektive im Musée d’art contemporain de Montréal und im P3 art and environment in Tokyo statt. Racine hat 1992 die Novelle Le Mal de Vienne, veröffentlicht, realisierte mehrere Dokumentationen und Hörspiele für das CBC/Radio-Canada, 1984 ein Video J’aurais dit Glenn Gould und komponierte Musik für Tanz und Performances.